# Zacharias Werny

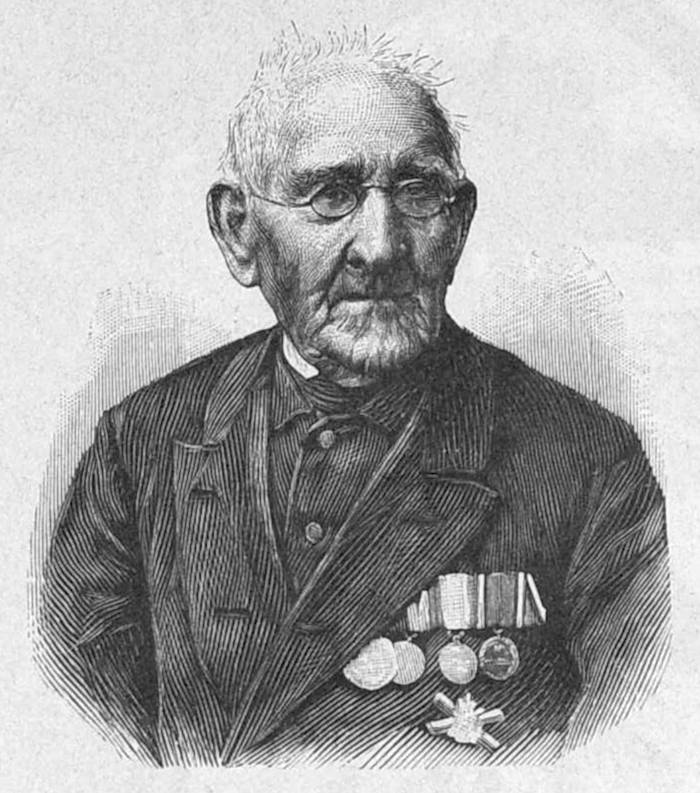
Zacharias Werny

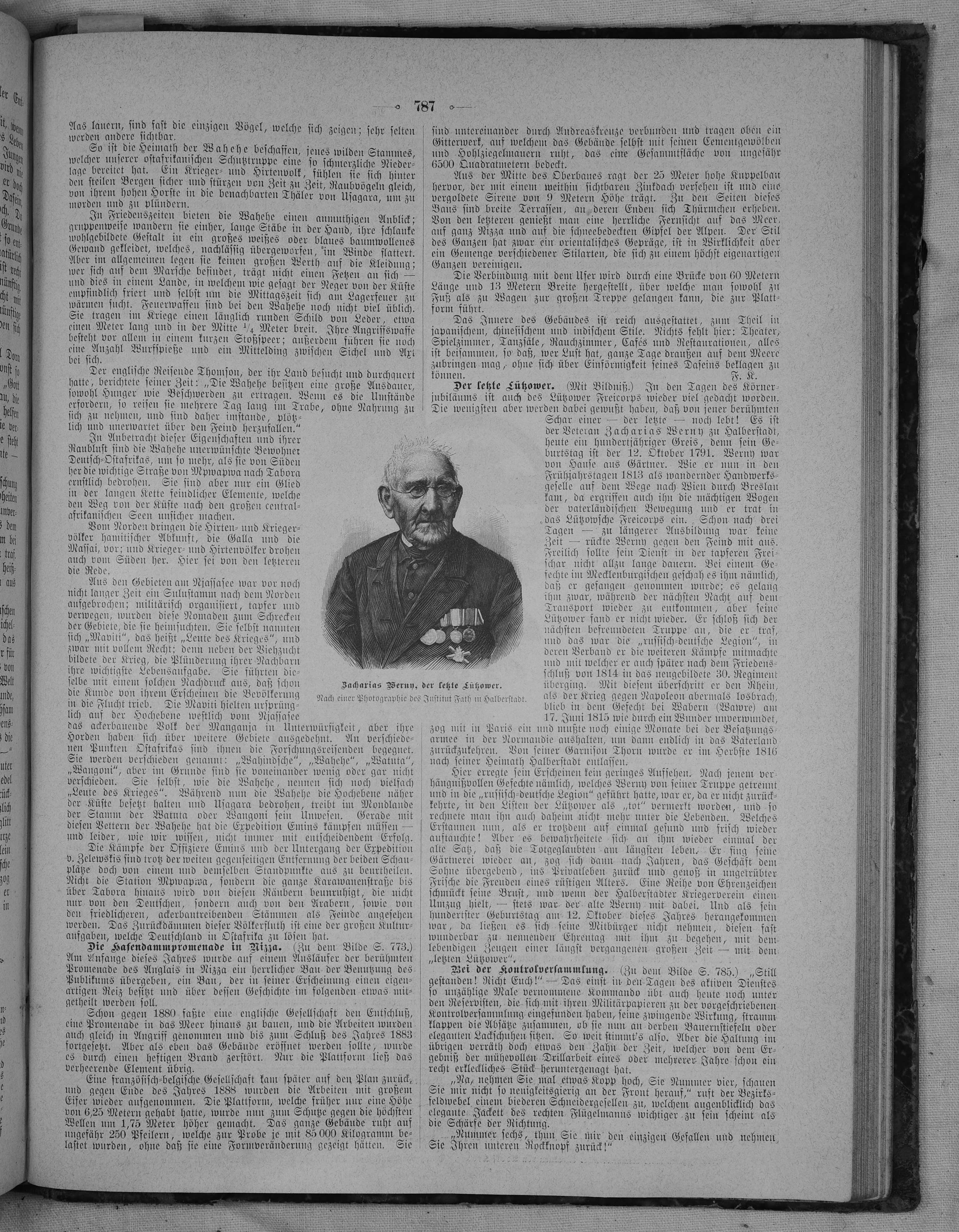
Artikel in der Gartenlaube zum 100. Geburtstag 1891

Johann Ernst Zacharias Werny (* 12. Oktober 1791 in Halberstadt; † 30. Juli 1892 ebenda) war ein deutscher Soldat in den Befreiungskriegen. Der Zentenar galt als der letzte Lützower.

## Leben
Zacharias Werny lernte nach seiner Konfirmation 1804 das Gärtnerhandwerk, zunächst im elterlichen Betrieb. Ab 1809 war er als Wandergeselle unterwegs. Er durchwanderte Pommern, Westpreußen, Polen und Galizien. Im Frühjahr 1813 war er in Schlesien unterwegs. Begeistert durch den Aufruf An Mein Volk des preußischen Königs Friedrich Wilhelm III. am 17. März 1813 in Breslau, trat er in Zobten in das Lützowsche Freikorps ein und zog mit diesem nach Norddeutschland. Bei der Schlacht an der Göhrde geriet er in französische Gefangenschaft. Es gelang ihm jedoch zu fliehen, doch er hatte den Anschluss an das Freikorps verloren. Im Oktober 1813 schloss er sich in Boizenburg dem 7. Bataillon der Russisch-Deutschen Legion an, mit der er an der Belagerung von Hamburg im Kosakenwinter teilnahm und dann nach Belgien zog. Nach dem Ersten Pariser Frieden Ende Mai 1814 wurde die Legion aufgelöst bzw. in das neugebildete preußische 30. Infanterieregiment übernommen. Mit dem Regiment nahm Werny am Sommerfeldzug von 1815 mit den Schlachten bei Ligny und Wawre teil und zog in Paris ein. Nach der Rückkehr nach Preußen bezog das Regiment Garnison in Thorn.
1817 wurde Werny entlassen und kehrte nach Halberstadt zurück. Da man seit seiner Zeit bei den Lützower Jägern nichts mehr von ihm gehört hatte, galt er zu diesem Zeitpunkt in seiner Heimatstadt als gefallen. Sein Name stand als letzter auf den eisernen Gedächtnistafeln für die Toten der Befreiungskriege im Dom zu Halberstadt, da diese bereits gegossen und aufgehängt waren. Werny war dann bis ins Alter als Kunst- und Handelsgärtner in Halberstadt tätig. 40 Jahre lang betreute er den Harmoniegarten vor dem Harsleber Tor.
Werny war ein hochgeehrtes Mitglied des Halberstädter Kriegervereins. Mit zunehmendem Alter wurde er „so etwas wie ein lebendes Denkmal“ der Befreiungskriege. Sein 100. Geburtstag fand überregionale Aufmerksamkeit, so in der Illustrirten Zeitung und der Gartenlaube.

„Der Festtag wurde unter allgemeiner Teilnahme feierlich begangen, Ein Hochamt in der St. Andreaskirche, an welchem die militärischen sowie die städtischen Behörden teilnahmen, leitete den Festtag ein. Hierauf folgte die offizielle Beglückwünschung des Jubilars durch den Oberbürgermeister namens der Stadt sowie der militärischen Vereine. Bei dem darauf folgenden Frühstück brachte der Jubilar das Hoch auf den Kaiser aus und trank aus dem silbernen Pokal des Domschatzes auf das Wohl Sr. Majestät. Im Anschlusse an das Wohl wurde die Volkshymne gesungen. Der Oberbürgermeister brachte hierauf das Hoch auf den Jubilar aus, dem er das Allgemeine Ehrenzeichen überreichte. Das Offizierkorps des Regiments Lützow überreichte dem Jubilar einen silbernen Humpen, die Unteroffiziere des Regiments eine Wanduhr, der deutsche Kriegerbund einen Sessel. Zahlreiche Glückwunsch-Telegramme waren eingegangen. Am Abende veranstaltete der Kriegerverein eine Feier, an welcher der Jubilar teilnahm.“

Der Maler Caspar Hermann Vockeradt schuf ein Porträt Wernys, das 1892 auf der 63. Ausstellung der Königlichen Akademie der Künste in Berlin ausgestellt wurde.